# Cantón de Lugny
El cantón de Lugny era una división administrativa francesa, que estaba situada en el departamento de Saona y Loira y la región de Borgoña.

## Composición
El cantón estaba formado por dieciséis comunas:
- Azé
- Bissy-la-Mâconnaise
- Burgy
- Chardonnay
- Clessé
- Cruzille
- Fleurville
- Grevilly
- La Salle
- Lugny
- Montbellet
- Péronne
- Saint-Albain
- Saint-Gengoux-de-Scissé
- Saint-Maurice-de-Satonnay
- Viré

## Supresión del cantón de Lugny
En aplicación del Decreto nº 2014-182 de 18 de febrero de 2014, el cantón de Lugny fue suprimido el 22 de marzo de 2015 y sus 16 comunas pasaron a formar parte; catorce del nuevo cantón de Hurigny y dos del nuevo cantón de Tournus.